# تیلاپیای خال‌دار
تیلاپیای خال‌دار (نام علمی: Tilapia mariae) نام یک گونه از سرده تیلاپیا است.